# ميزونيه سور تاردوير
ميزونيه سور تاردوير (بالفرنسية: Maisonnais-sur-Tardoire)‏ هي بلدية في مقاطعة فيين العليا في منطقة أقطانية الجديدة غرب وسط فرنسا.